# Isla de Revillagigedo
La isla Revillagigedo es una de las principales islas del archipiélago Alexander, perteneciente al borough de Ketchikan Gateway, en la región sudeste del estado de Alaska, en los Estados Unidos. Tiene una superficie de 2 754,8 km², siendo por tamaño la 12.ª isla de los Estados Unidos y la 166ª del mundo. En 1793, colonos españoles le pusieron ese nombre en honor a Juan Vicente de Güemes Pacheco y Padilla, 2 º Conde de Revillagigedo, entonces virrey de Nueva España. 

## Geografía

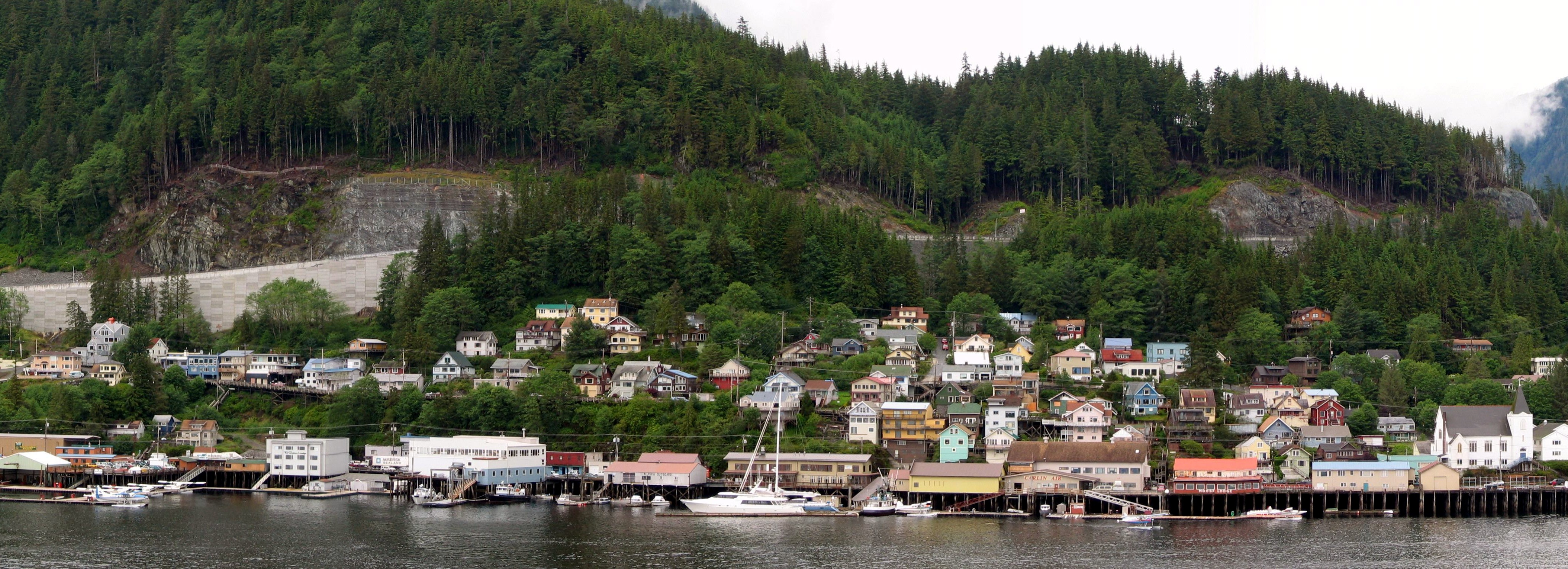
Vista de Ketchikan, la principal ciudad e la isla.

La isla Revillagigedo está separada de la parte continental de Alaska, al este, por el canal de Behm; de la isla del Príncipe de Gales, al oeste, por las aguas del estrecho Clarence; de la isla Annette, al sur, por el canal de Revillagigedo y el pasaje Nichols. Tiene una longitud de unos 89 kilómetros, en dirección aproximada norte-sur y una anchura de unos 48 km, este-oeste.
La población de la isla era de 13 950 personas en el censo de 2000. Las únicas ciudades de la isla son Ketchikan (7 368 hab. en 2007) y Saxman (431 hab.). Las principales industrias son la pesca, las conservas, la tala y el turismo. Además de las ciudades fijas, hay varios barcos factorías de estas comunidades que se mueven cerca. Estos sirven al desconectado sistema de caminos forestales que salpican la isla.
Los residentes de la isla no utilizan el nombre completo de «Revillagigedo» y la llaman simplemente «Revilla» (pronunciado [rəˈvɪlə]).

## Historia
La isla fue explorada por los exploradores rusos, británicos y españoles en el siglo XVIII y fue nombrada por estos últimos en honor de Juan Vicente de Güemes Pacheco y Padilla, 2 º Conde de Revillagigedo, entonces virrey de Nueva España, en 1793.